# アレクサンダル・イェヴティッチ
アレクサンダル・イェヴティッチ（セルビア語: Александар Јевтић, Aleksandar Jevtić、1985年3月30日 - ）は、セルビアの元サッカー選手。元セルビア代表。現役時代のポジションはFW。

## クラブ歴
シャバツに生まれ、2003年にFKバルカン・ミリイェヴォで選手となった後、FKスメデレヴォ、FKジェレズニチャル・スメデレヴォ、FKマチュヴァ・シャバツ、FKボラツ・チャチャクに在籍した。2007年にトルコのハジェッテペSKに移籍するが、ボラツ・チャチャク、OFKベオグラードにレンタルされセルビアに戻った。
2009年にレッドスター・ベオグラードに移籍、2009-10シーズンは28試合10得点の活躍を見せるが、2010-11シーズンは22試合2得点に止まった。
2011年にクラブ史上最高額である1400万元で中国サッカー・スーパーリーグの江蘇舜天に移籍。7月10日にパオロ・デ・ラ・アサに代わって途中出場し中国初出場を果たした。同シーズンはクリスティアン・ダナラケとのコンビで活躍し、24試合で11得点の結果を残した。2014年に遼寧宏運に2年契約で移籍するも24試合2得点に止まり解雇された。
2015年8月にBATEボリソフに加入。ヴィタリ・ラジヴォナウ、ミカライ・シグネヴィチの負傷により出場機会を得るが、ジミトリー・マザレウスキの加入と負傷中の彼らの復帰によって次第にポジションを失い退団。
その後はFKヤゴディナ、FKチュカリチュキに在籍し、タイのパタヤ・ユナイテッドFCに加入した。

## 代表歴
2008年にポーランド代表との親善試合でセルビア代表として出場した。